# Aguarón
Aguarón è un comune spagnolo di 838 abitanti situato nella comunità autonoma dell'Aragona.